# Státní svátky Lichtenštejnska
Státní svátky Lichtenštejnska jsou uvedeny v pracovním zákonu článku 18, odstavce 2 (Arbeitsgesetz Art. 18 Abs. 2) a z právního hlediska se na ně vztahují stejná pravidla jako na neděli.

## Státní svátky
| Datum        | Český název                             | Místní název                       |
| ------------ | --------------------------------------- | ---------------------------------- |
| 1. ledna     | Nový rok                                | Neujahr                            |
| 6. ledna     | Tři králové                             | Heilige Drei Könige                |
| proměnlivé   | Velikonoční pondělí                     | Ostermontag                        |
| 1. května    | Svátek práce                            | Tag der Arbeit                     |
| proměnlivé   | Nanebevstoupení Páně                    | Christi Himmelfahrt                |
| proměnlivé   | Letnice                                 | Pfingstmontag                      |
| proměnlivé   | Slavnost Těla a Krve Páně               | Fronleichnam                       |
| 15. srpna    | Státní svátek (Nanebevzetí Panny Marie) | Staatsfeiertag (Mariä Himmelfahrt) |
| 8. září      | Narození Panny Marie                    | Mariä Geburt                       |
| 1. listopadu | Slavnost Všech svatých                  | Allerheiligen                      |
| 8. prosince  | Neposkvrněné početí Panny Marie         | Maria Empfängnis                   |
| 25. prosince | První svátek vánoční                    | Weihnachten                        |
| 26. prosince | Svátek Svatého Štěpána                  | Stephanstag                        |

## Dny volna
| Datum    | Český název                   | Místní název |
| -------- | ----------------------------- | ------------ |
| 2. února | Svátek Uvedení Páně do chrámu | Lichtmess    |
| 6. ledna | Svátek Svatého Josefa         | Josefi       |